# 弗雷登斯堡宮
弗雷登斯堡宮（丹麥語：Fredensborg Slot）是位於丹麥西蘭島埃斯魯姆湖東岸弗雷登斯堡的一座宮殿，也是丹麥王室在春季和秋季的居所，是王室最常居住的宮殿。弗雷登斯堡宮修建於1720年至1726年期間。此後宮殿還進行了多次擴建。

## 外部連結
- 官方网站 - From the Danish Monarchy website